# Oscar Marcos Biagioni
Oscar Marcos Biagioni  (Santa Fe, 18 de julio de 1956) es un político argentino, que desempeña el cargo de vocal y presidente del Tribunal de Cuentas de la Provincia de Santa Fe desde el año 2015, durante el gobierno de Miguel Lifschitz y luego de Omar Perotti, y anteriormente Asesor de Comisión de la Cámara de Senadores de la Provincia de Santa Fe desde 2011 hasta 2015.

## Estudios
Biagioni obtuvo el título de Perito Mercantil en la Escuela Superior Nacional de Comercio “Domingo G. Silva”, y el título de Contador Público Nacional en la Universidad Católica de Santa Fe. Además de realizar diversos cursos y seminarios.

## Cargos públicos
Obtuvo su primer cargo público en el año 1985 como Habilitado General del Ministerio de Obras Públicas, nombrado bajo la resolución N.º 623/78, decreto 2044/78, cumpliendo funciones en la Dirección Provincial de Obras Sanitarias en lo referente a la planificación, coordinación y capacitación del personal y ajustes de sueldos durante el proceso de traspaso de la Nación a la Provincia por parte de Obras Sanitarias de la Nación.
Posteriormente fue trasladado al Tribunal de Cuentas de la Provincia bajo el decreto N.º 4180/92 y nombrado Subsecretario de Logística del Ministerio de Agricultura, Ganadería, Industria y Comercio mediante el decreto N.º 0281/89.
También ocupó los cargos de Secretario Privado del Ministro de Gobierno en la Intervención Federal de la Provincia de Catamarca, nombrado por el decreto N.º 511/91(I.F) y Subsecretario de Gobierno en la Intervención Federal de la Provincia de Corrientes, nombrado por el decreto N.º 37/02 (I.F.).
El 12 de diciembre del 2007 fue nombrado Subsecretario de Coordinación Técnica Administrativa del Ministerio de Seguridad mediante el decreto N.º 0042 de fecha 12/12/07, a cargo de la Subsecretaría de Coordinación Técnica Administrativa del Ministerio de Justicia y Derechos Humanos.
El 15 de diciembre del 2011 fue nombrado Asesor de Comisión Cámara de Senadores de la Provincia de Santa Fe mediante el decreto N.º 0003 (C.S.) de fecha 15/12/11 y desde 2015 ejerce como vocal y presidente del tribunal de Cuentas de la Provincia de Santa Fe, nombrado mediante el decreto N.° 2520 11-08-15.

## Controversias y denuncias
El 8 de octubre del 2020 fue denunciado junto a su mujer y los demás vocales integrantes del Tribunal de Cuentas de la Provincia de Santa Fe por Fernando Miguez y La Fundación por la Paz y el Cambio Climático de Argentina, por la presunta comisión de los delitos de asociación ilícita, estafa en perjuicio de la administración pública, violación a los deberes de funcionario público, peculado de caudales públicos, falsedad ideológica de instrumento público y en su caso enriquecimiento ilícito y negociaciones incompatibles con el ejercicio de las funciones públicas y violación de la Ley de “Ética en el ejercicio de la función pública”, entre otros delitos.
En 2020 fue acusado de haber embestido a gran velocidad a bordo de una moto Kawasaki 750cc —el 15 de noviembre de 1986— a una persona de nombre Juan Luis Segura, que circulaba con una bicicleta. La mujer de Segura denunció años que, para callarla, le habrían adjudicado un plan de vivienda en un barrio FONAVI, y le habrían dado un trabajo como ordenanza en el Ministerio de Economía más $3000 pesos, aprovechándose de su situación personal llena de necesidades y para darles de comer a sus hijos.
Su mujer obtuvo varios ascensos en el tribunal de cuentas en el periodo donde Biagioni es presidente hasta lograr la máxima categoría, y además también la nombraron asesora de otro de los vocales. Fue denunciado por el sindicato APOC (Asociación del Personal de Organismos de Control, por dejarlos sin votos en las paritarias del sector y violar los derechos de la sindicación.